# 연천중학교 (경기)
연천중학교(漣川中學校)는 대한민국 경기도 연천군 연천읍 현가리에 있는 공립 중학교이다.

## 학교 연혁
- 1956년 2월 28일 : 연천중학교 설립 인가(3학급)
- 1956년 4월 6일 : 개교
- 1956년 6월 28일 : 초대 장정희 교장 취임
- 1958년 3월 22일 : 제1회 졸업(남 27명, 여 4명)
- 1965년 1월 15일 : 학칙 변경 백학 분교 인가(3학급)
- 1965년 3월 10일 : 연천중 백학분교 개교
- 1971년 3월 10일 : 학칙 변경 백학 분교 백학중학교 인가
- 2020년 3월 1일 : 제25대 양창실 교장 취임
- 2021년 2월 5일 : 제64회 졸업(남 24명, 여 13명, 계 37명) 누계 10,341명
- 2021년 3월 2일 : 신입생 입학(남 11명, 여 17명, 계 28명)

## 참고 자료
- 연천중학교 - 한국교육학술정보원 학교알리미